# Década de 900
Séculos: (Século IX - Século X - Século XI)
Décadas: 850 860 870 880 890 - 900 - 910 920 930 940 950/
Anos: 900 - 901 - 902 - 903 - 904 - 905 - 906 - 907 - 908 - 909